# Averostra
Averostra („ptačí rostra“) je klad teropodních dinosaurů, kteří měli jeden společný anatomický znak - promaxilární fenestra (otvory) na horní čelisti. Patří sem zejména zástupci skupin Ceratosauria a Orionides, kteří přežili až do konce křídy. Z celé skupiny se až do současnosti dožili pouze moderní ptáci.
Klad definoval v roce 2002 americký paleontolog Gregory S. Paul, v roce 2007 pak byla stanovena jiná definice - jako skupina zahrnující posledního společného předka rodů Ceratosaurus nasicornis a Allosaurus fragilis s a všichni jejich vývojoví potomci.